# Dieter Happ
Dieter Happ (* 11. Mai 1970 in Innsbruck) ist ein ehemaliger österreichischer Profi-Snowboarder.

## Biographie
1984, im Alter von 14 Jahren machte Happ seine ersten Fahrversuche auf einem Snowboard in der Axamer Lizum in Tirol. In den folgenden Jahren schloss er sich mit Martin Freinademetz und Andrew Hourmont zusammen und veranstaltete mit ihnen die ersten Rennen, an welchen er meist auch selbst teilnahm und die er in der Regel auch gewann.
1990 bekam Happ von Jake Burton Carpenter die Chance, an der ISF World Pro Tour teilzunehmen und nahm diese auch wahr. Im Super-G beendete er diese Saison bereits als Weltcup-Gesamtsieger bzw. mit dem europäischen Meistertitel. Von nun an fuhr Dieter Happ in der Profiliga, gewann unzählige Rennen und nahm an den Olympischen Spielen 1998 teil.
Heute widmet er sich mehr dem Enduro-Motocross-Sport gemeinsam mit Martin Freinademetz.